# Michigan State University

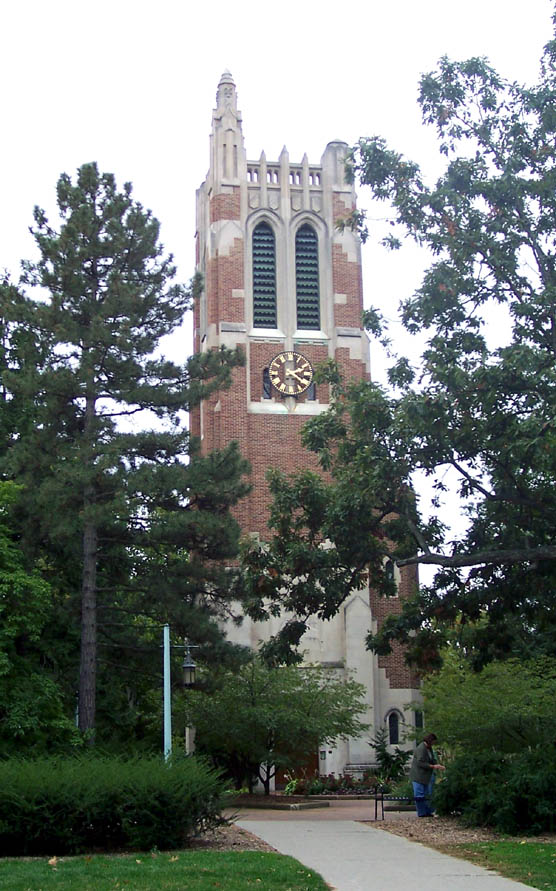
Der Beaumont-Turm

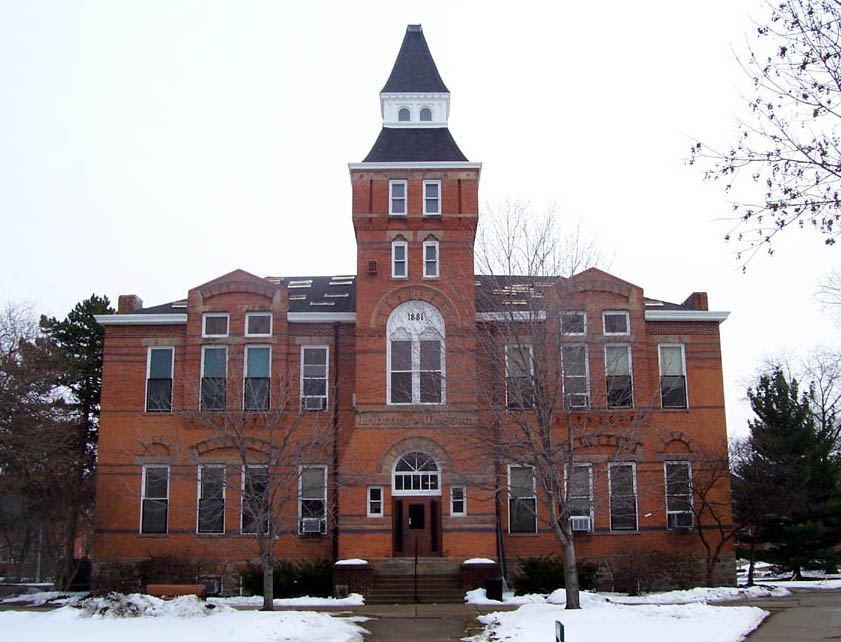
Die Linton Hall von 1881

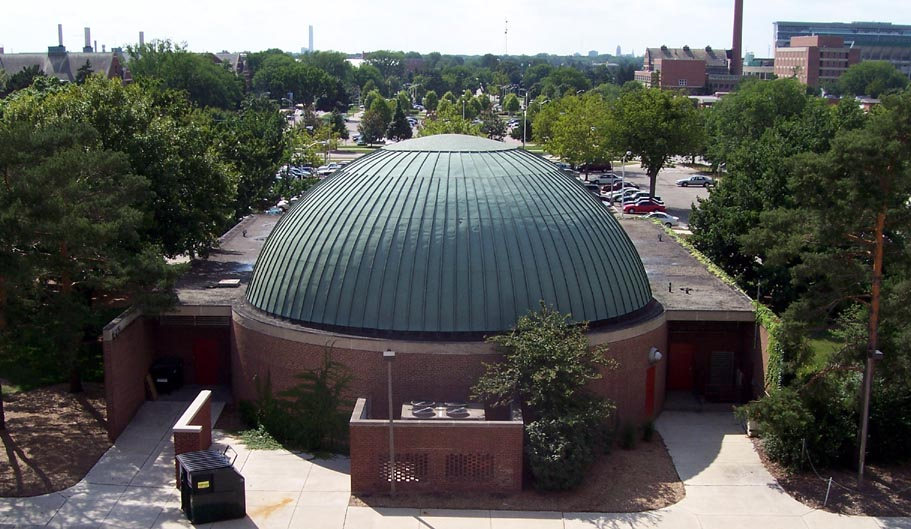
Das Abrams-Planetarium im Zentrum der MSU

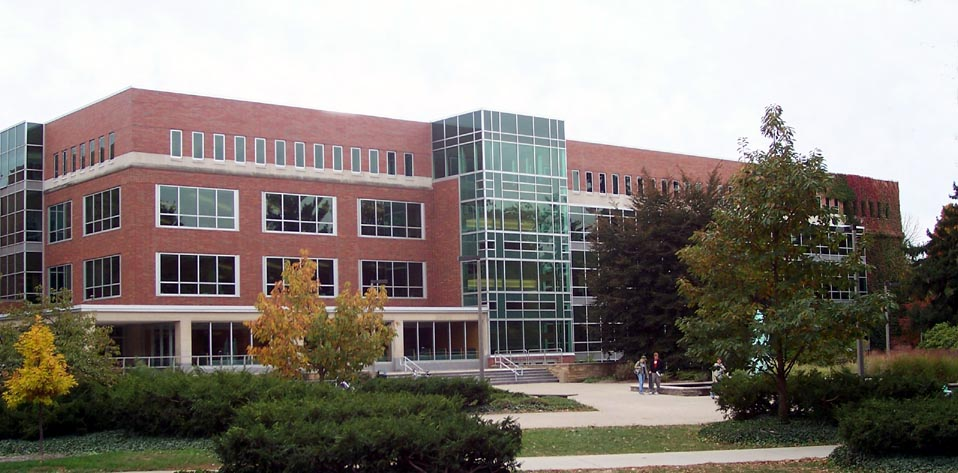
Die Bibliothek der MSU

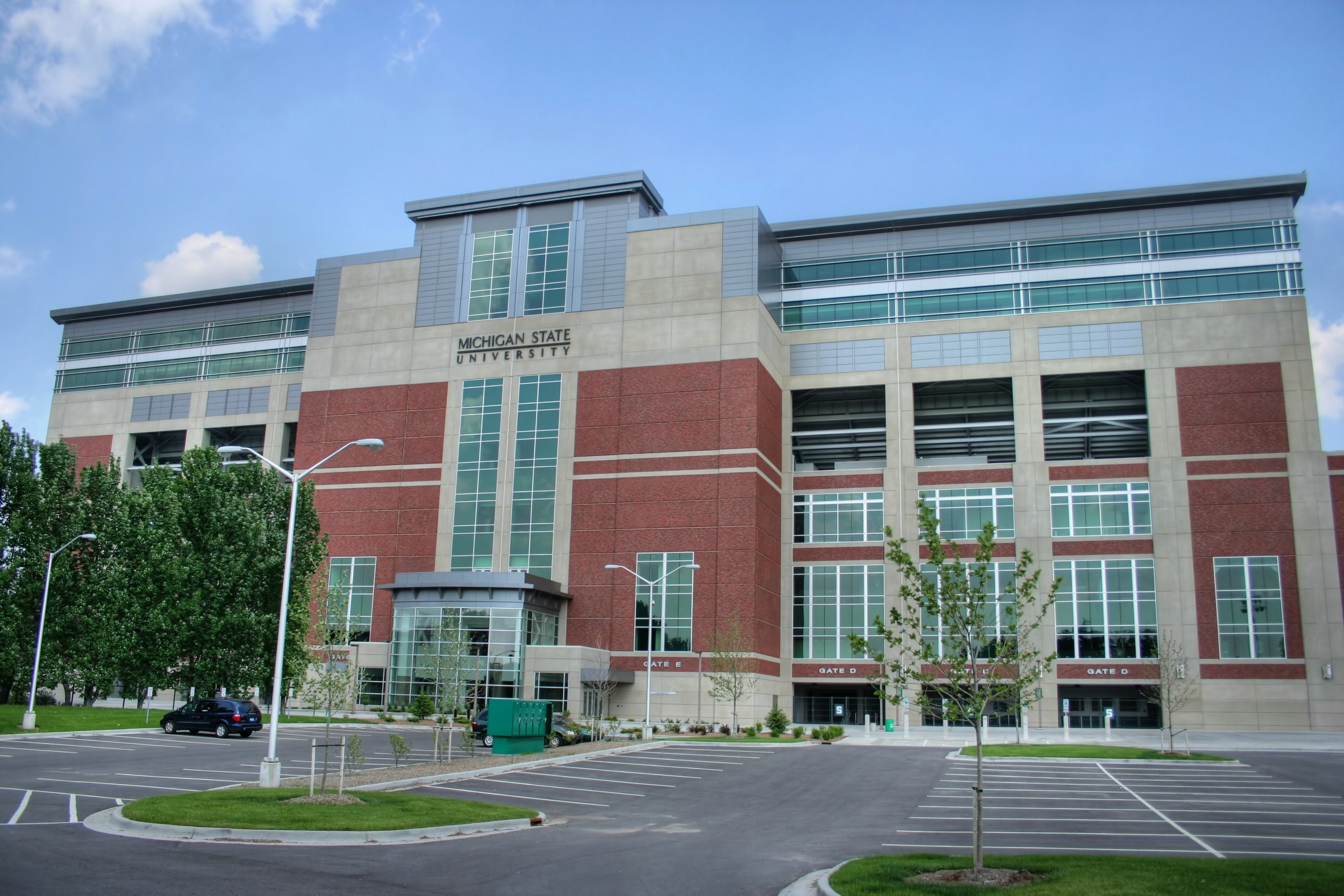
Das Spartan Stadion

Die Michigan State University (auch Michigan State oder MSU genannt) ist eine staatliche Universität in East Lansing im US-Bundesstaat Michigan.
Die Michigan State University gehört zu den besten staatlichen Universitäten der Vereinigten Staaten, eine sogenannte Public Ivy, und ist Mitglied der Association of American Universities, einem seit 1900 bestehenden Verbund führender forschungsintensiver nordamerikanischer Universitäten. Des Weiteren gehört diese Universität, die drei medizinische Fakultäten unterhält, zu den besten Forschungseinrichtungen der Welt. Die Doktorandenausbildung in der Kernphysik belegt noch vor dem MIT den ersten Platz in den USA.
14 Fakultäten und ein angegliedertes Law College, die Abschlüsse gewähren, bieten mehr als 200 akademische Programme an.
Der Campus umfasst eine Fläche von mehr als 21 km², auf der 660 Gebäude stehen. Weitere über ganz Michigan verteilte 60 km² werden für Forschungszwecke in Landwirtschaft, Forst und Veterinärmedizin genutzt.

## Zahlen zu den Studierenden, den Dozenten und zum Vermögen
Im Herbst 2021 waren 49.659 Studierende an der MSU eingeschrieben. Davon strebten 38.574 (77,7 %) ihren ersten Studienabschluss an, sie waren also undergraduates. Von diesen waren 52 % weiblich und 48 % männlich; 7 % bezeichneten sich als asiatisch, 7 % als schwarz/afroamerikanisch, 6 % als Hispanic/Latino und 68 % als weiß. 11.085 (22,3 %) arbeiteten auf einen weiteren Abschluss hin, sie waren graduates. Es lehrten 2.441 Dozenten an der Universität, davon 1.942 in Vollzeit und 499 in Teilzeit. 2005/2006 waren rund 45.100 Studierende eingeschrieben, etwa 35.600 undergraduates und etwa 9.500 graduates, aus allen 50 Bundesstaaten der USA und 125 weiteren Ländern. Mit dieser Zahl an immatrikulierten Studenten war die MSU im Jahre 2005 an sechster Stelle in den Vereinigten Staaten. Auch das Austauschprogramm der MSU, welches Kontakte in 60 Länder auf allen Kontinenten pflegt, gehört zu den größten der USA.
Der Wert des Stiftungsvermögens der Universität lag 2021 bei 3,93 Mrd. US-Dollar und damit 27,9 % höher als im Jahr 2020, in dem es 3,07 Mrd. US-Dollar betragen hatte. 2008 waren es 1,28 Mrd. US-Dollar gewesen.

## Forschung und Lehre
Die Michigan State University ist berühmt für ihre Programme in Lehramt, Agrarwissenschaft und Kernphysik sowie für das Eli Broad College of Business und das Physics and Astronomy Department. Seit der Gründung im Jahre 1855 als kleine Universität mit Fokus auf der Agrarwissenschaft wurde der Schwerpunkt auf die Forschung gelegt. Bedeutende Erfindungen, die an der MSU stattfanden, umfassen den Hybridmais (W.J. Beal im Jahre 1877), homogenisierte Milch (G.M. Trout in den Dreißigern) sowie den Krebswirkstoff Cisplatin in den sechziger Jahren.
Im Jahre 2004 entdeckten Wissenschaftler am National Superconducting Cyclotron Laboratory (kurz: Cyclotron) ein neues Isotop des Elements Germanium namens Ge-60. Im gleichen Jahr wurde – in Zusammenarbeit mit der University of North Carolina at Chapel Hill und der brasilianischen Regierung – der erste Spatenstich für das 4,1 Meter große Southern Astrophysical Research Telescope in den chilenischen Anden gesetzt.
Im Jahr 2007 erhielt Albert Fert, ein außerordentlicher Professor der Universität, zusammen mit dem Deutschen Peter Grünberg den Nobelpreis für Physik.

## Sport
Die Sportteams der MSU sind die Spartans. Die Hochschule ist Mitglied der Big Ten Conference in Division 1 der National Collegiate Athletic Association (NCAA). Das Basketballteam der Männer gewann die NCAA Division I Basketball Championships 1979 (u. a. mit Magic Johnson) und 2000. Das MSU-Footballteam gewann den Rose Bowl 1954, 1956, 1988 und 2014. Gespielt wird im Spartan Stadium, das 1923 eröffnet wurde und seit der letzten Erweiterung 2005 Platz für 75.005 Zuschauer bietet. Das Maskottchen ist Sparty, ein muskulöser spartanischer Krieger, der 2004, 2005 und 2007 zum besten Maskottchen der Nation gewählt wurde und 2006 als eines von sechs Uni-Maskottchen für die „Mascot Hall of Fame“ nominiert wurde.

## Bekannte Absolventen

### Künste, Literatur und Medien
- Dee Dee Bridgewater (* 1950), Jazzsänger
- James Caan (1940–2022) (ohne Abschluss), Schauspieler
- Dorothy DeLay (1917–2002) (B.Mus 1936), Geigenlehrerin
- Richard Ford (* 1944) (B.A. 1966), Schriftsteller
- Anthony Heald (* 1944) (B.A.), Schauspieler
- Walter Hill (* 1942) (B.A. 1962), Filmdirektor
- Milt Jackson (1923–1999) (ohne Abschluss), Jazzmusiker
- Christopher S. Kibit (* 1960), Koch und Hochschullehrer
- Stephanie Koenig (* 1987), Schauspielerin
- Sam Raimi (* 1959), Filmdirektor
- Tom Sizemore (1961–2023) (ohne Abschluss), Schauspieler
- Robert Urich (1946–2002), Schauspieler
- Martin Krampen, (1928–2015) Designer & Semiotiker
- Rev. Jim Wallis (* 1948) (B.A. 1972), links-evangelikaler christlicher Prediger
- Tyler Oakley, Youtuber, Humorist
- Cynthia Jean Gillig-Stone (1954–2011), Pornodarstellerin
- Nico Schüler (* 1970) (Ph.D. 2000), Musikforscher und Hochschullehrer

### Pädagogik und Hochschule
- Theda Skocpol (* 1947) (B.A. 1969), Dekan der Harvard Graduate School of Arts and Sciences

### Politik
- Spencer Abraham (* 1952) (B.A. 1974), ehemaliger Energieminister und Senator
- Adnan Badran (* 1935) (M.A., Ph.D.), ehemaliger Premierminister von Jordanien
- John Kornblum (1943–2023), US-Botschafter in der Bundesrepublik Deutschland
- Hélder Lopes, stellvertretender Finanzminister von Osttimor
- Lee Wan-koo (1950–2021) (M.A.), Premierminister von Südkorea

### Recht und Wirtschaft
- James P. Hoffa (* 1941) (B.A. 1963), Präsident der International Brotherhood of Teamsters
- Robert Ressler (1937–2013) (B.S., M.S. 1972), Kriminologe

### Sport
- Bryan Adams (* 1977), Eishockeyspieler
- Flozell Adams (* 1975), American-Football-Spieler
- Carl Banks (* 1962), American-Football-Spieler
- Chris-Carol Bremer (* 1971), Schwimmer
- Rod Brind’Amour (* 1970), Eishockeyspieler
- Anson Carter (* 1974), Eishockeyspieler
- Kirk Cousins (* 1988), American-Football-Spieler
- Joe DeLamielleure (* 1951), American-Football-Spieler
- Bob Essensa (* 1965), Eishockeytorwart
- Dustin Gazley (* 1988), Eishockeyspieler
- Draymond Green (* 1990), Basketballspieler
- Brian Hoyer (* 1985), American-Football-Spieler
- Magic Johnson (* 1959), Basketballspieler
- Torey Krug (* 1991), Eishockeyspieler
- John-Michael Liles (* 1980), Eishockeyspieler
- Dave Manders (* 1941), American-Football-Spieler
- Kip Miller (* 1969), Eishockeyspieler
- Ryan Miller (* 1980), Eishockeytorwart
- Morris Peterson (* 1977), Basketballspieler
- Jason Richardson (* 1981), Basketballspieler
- Robin Roberts (1926–2010), Baseballspieler
- Jim Slater (* 1982), Eishockeyspieler
- Bubba Smith (1945–2011), American-Football-Spieler
- Jesse Thomas (1928–2012), American-Football-Spieler
- Mike York (* 1978), Eishockeyspieler

### Wissenschaft
- Liberty Hyde Bailey (1858–1954) (B.S. 1882), Botaniker
- Erich Fromm (1900–1980), Psychologe und Philosoph
- Werner Giggenbach (1937–1997), deutscher Geochemiker, Geologe und Vulkanologe (Postdoktorand 1966–1968)